# Marino Masè
Marino Masè (Trieste, 21 marzo 1939 – Roma, 28 maggio 2022) è stato un attore italiano.

## Biografia
Dopo diverse esperienze teatrali, nel 1960 iniziò la sua attività cinematografica partecipando al film Il ratto delle Sabine di Richard Pottier. Ebbe un piccolo ruolo ne Il Gattopardo di Luchino Visconti, uscito nel 1963; in seguito fu il protagonista ne Les Carabiniers di Jean-Luc Godard e di I pugni in tasca di Marco Bellocchio, uscito nel 1965. Nello stesso anno ebbe un ruolo secondario nel film Tre gendarmi a New York per la regia di Jean Girault. Fu quindi messo sotto contratto dalla MGM per la serie televisiva Jericho, realizzata a Hollywood, dove si trasferì.
Lavorò ancora nel cinema italiano e internazionale in numerosi film, ottenendo piccoli ruoli anche con registi importanti: ne Il portiere di notte di Liliana Cavani (1974), ne Il pentito di Pasquale Squitieri (1985), nel film di esordio del regista Giuseppe Tornatore Il camorrista (1986), ne Il ventre dell'architetto di Peter Greenaway (1987) e ne Il padrino - Parte III di Francis Ford Coppola (1990). Nel 1975, recitò a fianco di Alain Delon nel film Zorro, interpretando il ruolo breve di Miguel Vega de la Serna: la pellicola si rivela campione d'incassi in Italia, e un grande successo in Europa e in Cina.
Nel 2006 recitò nell'atto unico Piazzale Loreto, scritto e diretto da Pasquale Squitieri, con Ottavia Fusco.
In televisione apparve ancora in diversi episodi di serie televisive e telefilm italiani e stranieri: tra questi ultimi Codice Gerico (1966), La piovra 4 (1989), un episodio della prima stagione della soap opera Vivere (nel 1999), nella seconda stagione della serie televisiva Valeria medico legale (2002) e in Un posto al sole.

## Filmografia

### Cinema
- Il ratto delle sabine, regia di Richard Pottier (1961)
- Il Gattopardo, regia di Luchino Visconti (1963)
- I mostri, regia di Dino Risi (1963)
- Un tentativo sentimentale, regia di Massimo Franciosa e Pasquale Festa Campanile (1963)
- Les Carabiniers, regia di Jean-Luc Godard (1963)
- Basta un attimo, episodio di L'idea fissa, regia di Gianni Puccini e Mino Guerrini (1964)
- Golia alla conquista di Bagdad, regia di Domenico Paolella (1965)
- I pugni in tasca, regia di Marco Bellocchio (1965)
- La congiuntura, regia di Ettore Scola (1965)
- Tre gendarmi a New York (Le gendarme à New York), regia di Jean Girault (1965)
- Le spie amano i fiori, regia di Umberto Lenzi (1966)
- A qualsiasi prezzo, regia di Emilio P. Miraglia (1968)
- Commandos, regia di Armando Crispino (1968)
- Un detective, regia di Romolo Guerrieri (1969)
- Un esercito di 5 uomini, regia di Italo Zingarelli (1969)
- I cannibali, regia di Liliana Cavani (1970)
- Pussycat, Pussycat, I Love You, regia di Rod Amateau (1970)
- Time, regia di Marcello Grottesi (1970)
- Policeman, regia di Sergio Rossi (1971)
- Lady Frankenstein, regia di Mel Welles (1971)
- La dama rossa uccide sette volte, regia di Emilio Miraglia (1972)
- Baciamo le mani, regia di Vittorio Schiraldi (1973)
- Il portiere di notte, regia di Liliana Cavani (1973)
- Il boss, regia di Fernando Di Leo (1973)
- Donna è bello, regia di Sergio Bazzini (1974)
- La mano spietata della legge, regia di Mario Gariazzo (1974)
- ...a tutte le auto della polizia..., regia di Mario Caiano (1975)
- La città sconvolta: caccia spietata ai rapitori, regia di Fernando Di Leo (1975)
- Vergine, e di nome Maria, regia di Sergio Nasca (1975)
- Zorro, regia di Duccio Tessari (1975)
- Uomini si nasce poliziotti si muore, regia di Ruggero Deodato (1976)
- Una vita venduta, regia di Aldo Florio (1976)
- Maternale, regia di Giovanna Gagliardo (1977)
- Emanuelle - Perché violenza alle donne?, regia di Joe D'Amato (1977)
- Standard, regia di Stefano Petruzzellis (1977)
- Assassinio sul Tevere, regia di Bruno Corbucci (1979)
- Play Motel, regia di Mario Gariazzo (1979)
- Contamination, regia di Luigi Cozzi (1980)
- Il carabiniere, regia di Silvio Amadio (1981)
- Cercasi Gesù, regia di Luigi Comencini (1982)
- Le notti segrete di Lucrezia Borgia, regia di Roberto Bianchi Montero (1982)
- Tenebre, regia di Dario Argento (1982)
- King David, regia di Bruce Beresford (1985)
- Il pentito, regia di Pasquale Squitieri (1985)
- Il camorrista, regia di Giuseppe Tornatore (1986)
- Voglia di guardare, regia di Joe D'Amato (1986)
- L'attrazione, regia di Mario Gariazzo (1987)
- Il ventre dell'architetto, regia di Peter Greenaway (1987)
- Provocazione, regia di Piero Vivarelli (1988)
- Un delitto poco comune, regia di Ruggero Deodato (1988)
- Il padrino - Parte III, regia di Francis Ford Coppola (1990)
- Dimenticare Palermo, regia di Francesco Rosi (1990)
- Senza scrupoli, regia di Carlo Ausino (1990)
- La riffa, regia di Francesco Laudadio (1991)
- Il decisionista, regia di Mauro Cappelloni (1997)
- Doublecross on Costa's Island, regia di Franco Columbu (1997)
- Autunno, regia di Nina Di Majo (1999)
- Nel mio amore, regia di Susanna Tamaro (2003)
- Ginostra, regia di Manuel Pradal (2003)
- Quale amore, regia di Maurizio Sciarra (2006)

### Televisione
- Ritorna il tenente Sheridan – serie TV, 1 episodio (1963)
- Rosella – miniserie TV (1964)
- Questa sera parla Mark Twain – miniserie TV (1965)
- Vivere insieme – serie TV, 1 episodio (1966)
- Codice Gerico (Jericho) – serie TV, 16 episodi (1966-1967)
- I giorni di Bryan (Run for Your Life) – serie TV, episodio 3x16 (1968)
- Le spie (I Spy) – serie TV, 2 episodi (1967-1968)
- Operazione ladro ( It Takes a Thief) – serie TV, 1 episodio (1969)
- Review – serie TV, 1 episodio (1969)
- Nero Wolfe – serie TV, 1 episodio (1971)
- Il crogiuolo – miniserie TV (1971)
- L'età di Cosimo de' Medici – miniserie TV (1972)
- Il principe e la pastorella – film TV (1972)
- Maternale – film TV (1978)
- Sam et Sally – serie TV, 1 episodio (1978)
- Il ritorno di Simon Templar (Return of the Saint) – serie TV, 1 episodio (1978)
- Delitto Paternò – miniserie TV (1978)
- Giorno segreto – miniserie TV (1978)
- Astuzia per astuzia – miniserie TV (1979)
- Orient-Express – miniserie TV (1980)
- L'ultimo spettacolo di Nora Helmer – film TV (1980)
- Ora zero e dintorni – serie TV, 1 episodio (1980)
- L'assassino ha le ore contate – miniserie TV (1981)
- La chambre des dames – miniserie TV (1984)
- Allô Béatrice – serie TV, 1 episodio (1984)
- Embassy – film TV (1985)
- Io e il duce – miniserie TV (1985)
- A viso coperto – film TV (1985)
- EastEnders – serie TV, 2 episodi (1986)
- Una donna a Venezia – miniserie TV (1986)
- Lo scomparso – film TV (1987)
- L'eterna giovinezza – film TV (1988)
- L'ombra della spia – film TV (1988)
- La piovra – serie TV, 1 episodio (1989)
- Sangue blu (Blaues Blut) – miniserie TV (1989)
- The Justice Game – serie TV, 3 episodi (1990)
- Edera – serie TV, 9 episodi (1992)
- Un inviato molto speciale – serie TV, 1 episodio (1992)
- Passioni – serie TV (1993)
- Il dono di Nicholas (Nicholas' Gift) – film TV (1998)
- Vivere – serie TV (1999)
- Valeria medico legale – serie TV, 1 episodio (2002)
- Crimini – serie TV, 1 episodio (2006)
- Il giorno della Shoah – film TV (2010)